# Francesc Ferrer i Padrós
Francesc Ferrer i Padrós   (Badalona, 2 de juny de 1923 - Badalona, 10 de gener de 1958) fou un futbolista català de la dècada de 1940.
Jugava a la posició d'extrem dret.
Fou una gran figura al CF Badalona, club on jugà entre 1941 i 1943. El RCD Espanyol es fixà en ell i el fitxà aquest darrer anys. Jugà tres temporades al club, de les quals només la segona aconseguí jugar amb regularitat, compaginant la titularitat amb Jaume Ortí. La darrera temporada acabà cedit al CF Badalona i la següent temporada defensà els colors de la UE Sant Andreu (1946-47). Al principi de la dècada de 1960 el Badalona instaurà un trofeu en honor seu.